# Aeschiried
Aeschiried (im einheimischen Dialekt [æʃːiriəd̥]) ist der Name eines Ortsteils der Gemeinde Aeschi bei Spiez im Verwaltungskreis Frutigen-Niedersimmental des Schweizer Kantons Bern und liegt auf einer waldlosen Anhöhe südöstlich des Dorfkerns.
Das Aeschiried erstreckt sich vom Wachthubel und dem Sewenegg nach Osten über die Murersweid, das Tannemattli, die Äbene, Halte und Glend, dann nach dem Windegg in Richtung Südosten über das Bärbrunnemoos bis auf die Schitmatti. Mittelpunkt der Streusiedlung ist das 1833 erbaute Schulhaus, das jedoch 1958 abgerissen und durch ein neues ersetzt wurde. Der Hügel fällt im Süden steil in die Waldschlucht des Suldgrabens ab.
Der Rengglipass führt von Aeschiried nach Saxeten.
Der frühste urkundliche Beleg für den Ort stammt aus dem Jahr 1342 (unser gůt … uffen Riet in der kilcheri ze Esche); der zusammengesetzte Name Aesche-Ried erscheint erstmals 1838.